# 西約華人公立醫局

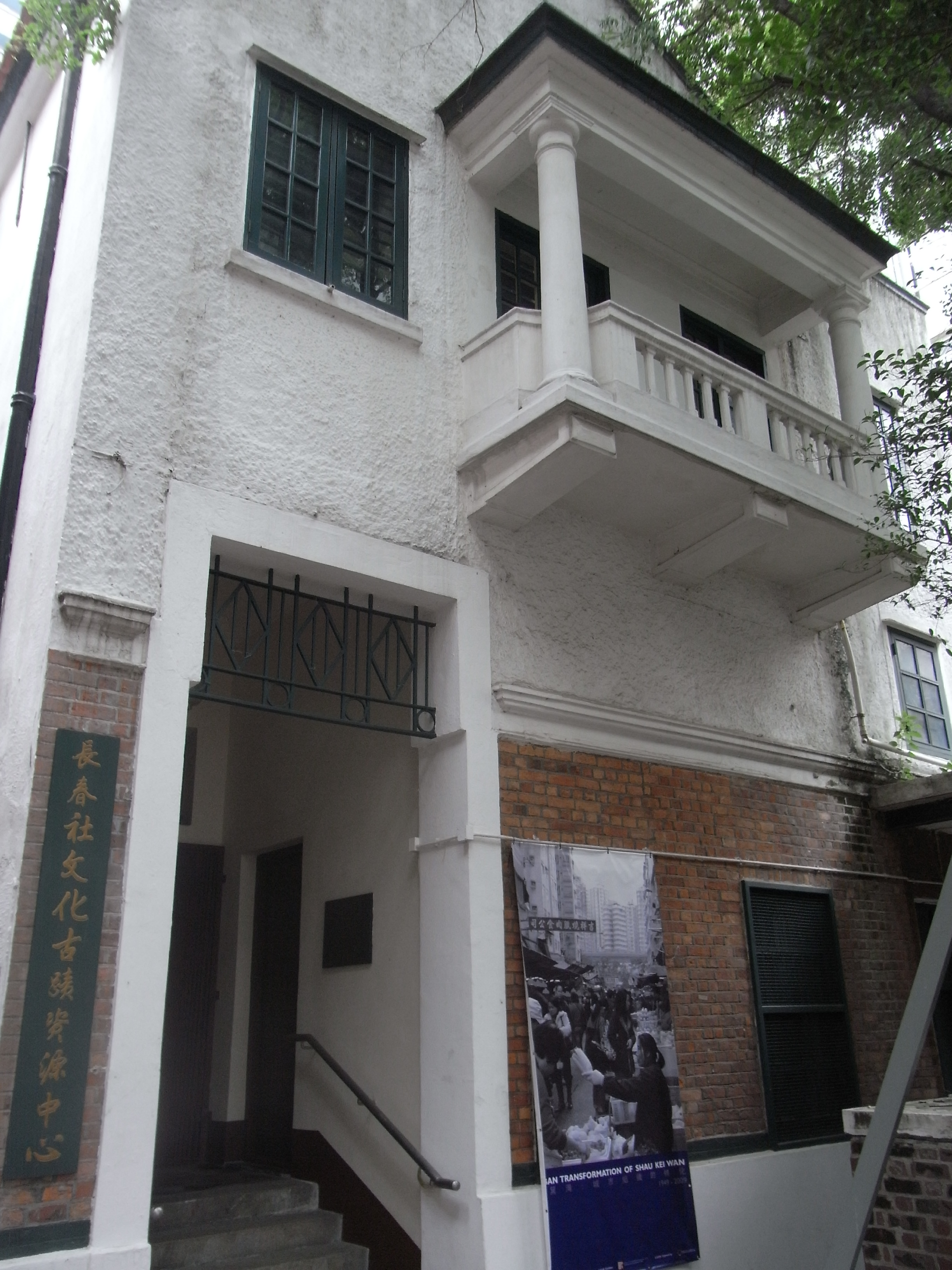
西約華人公立醫局

西約華人公立醫局（英語：West Point Chinese Public Dispensary），又稱西約方便所，是香港昔日一個診所，為居民提供治療及留醫服務。位於香港島西營盤西邊街36A號後座，現時屬於舊贊育醫院的附屬建築物，由民政事務總署管理。現時租戶為長春社文化古蹟資源中心，也是太平山醫學史蹟徑其中一個景點，並以舊贊育醫院附屬建築物的名義被評定為香港二級歷史建築。

## 歷史

### 成立背景
於1903年，西營盤常豐里爆發鼠疫，香港政府派出潔淨局及工務局成員到地區考察衛生情況，發現區內環境衛生欠佳。政府把居民搬遷至石塘咀後，於第二街提供免費浴室改善華人衛生情況（1925年重建成今天的第二街公共浴室）。而西營盤街坊值班會則於第三街提供醫所服務。及後華人領袖劉鑄伯及馮華川有感醫所沒有留醫設施不甚理想，便倡議於區內籌款興建新的公立醫所。
經過多年籌款，西營盤街坊值班會向政府申請免費撥地興建華人醫所，政府撥出位於西營盤第三街之土地作建所之用，並資助不多於600港元。
西約華人公立醫局於1909年9月1日啟用，並於9月20日舉街茶會慶祝。工程共使用10,046港元，建築物樓高兩層，地面一層是用作替人診症，上面一層則是照顧鼠疫或其他傳染病的病人的方便醫所。醫局由華人醫局管理委員會管理，同時於建築內設有西約鼠疫醫院（West Point District Piague Hospital）處理鼠疫爆發。

### 醫院擴建
1919年華人醫局管理委員會主席曹善允連同倫敦傳道會的愛麗絲‧克寧醫生（Dr. Alice D. Hickling）倡議於西約華人公立醫局旁興建一所婦產科醫院，用作訓練華女性學習西方接生方法，訓練後的助產士可在香港開設留產所，減輕醫院婦產科負擔。1922年醫院落成，命名為贊育醫院。1937年華人醫局管理委員會把醫院送贈予香港政府，政府則於1938年對醫院進行加建，以改善床位不足問題。西約華人公立醫局亦於同年1938年進行改建，建成今日的模樣，二樓曾改裝用作舊贊育醫院的職員宿舍。醫局的名稱於1949年被取消，建築被當作贊育醫院的附屬建築物。

### 更改用途
贊育醫院於1955年搬至醫院道後，整座醫院曾改作國家醫院的門診大樓。1962年位於皇后大道西的西營盤賽馬會普通科門診診所落成後，建築物交由社會福利署管理，並更名為贊育服務社，至1972年再更名為西區社區中心。
舊西約華人公立醫局醫局這段時期由不同非牟利機構租用，並作為辦公室使用，後來荒廢一段時間，至2005年由長春社文化古蹟資源中心租用，並由賽馬會慈善信託基金出資作復修。現時建築物仍保留1909年落成時已有的煙囪、地基及附屬建築。
醫局建築物本來在1992年列為香港三級歷史建築，2009年12月18日改列為香港二級歷史建築。

## 建築
西約華人公立醫局是一幢外觀白色的雙層西式平房，門外有一塊1909年立下的「西約方便所記」石碑。現時建築物後方仍存在昔日方便所的殮房。